# Маријано Дијаз
Маријано Дијаз Мехија (шп. Mariano Díaz Mejía; Премија де Мар, 1. августа 1993), познат и само као Маријано, доминикански је фудбалер, који тренутно наступа за Севиљу. Висок је 180 центиметара и игра у нападу.
Забележио је један наступ за репрезентацију Доминиканске Републике.

## Каријера
Маријано је своју сениорску каријеру започео у екипи Бадалоне, из које је касније прешао у академију мадридског Реала, где је у периоду од 2012. и 2016. године наступао за трећи и други тим тог клуба. Након повреде Карима Бенземе, Дијаз је у августу 2016. прикључен првој екипи Реала код тренера Зинедина Зидана, који га је претходно тренирао у резервном саставу.
Последњег дана јуна 2017, Дијаз је прешао у Олимпик из Лиона. Са 18 постигнутих погодака у Првој лиги Француске, Дијаз је током сезоне 2017/18. био један од три најпродуктивнија играча екипе, уз Набила Фекира и Мемфиса Депаја.
Лета 2018. Реал је поново откупио Дијазов уговор, док је играч по повратку у клуб задужио број 7 на дресу, који је претходно носио Кристијано Роналдо.

## Репрезентација
Како је Маријанова мајка, Маријана Мехија, пореклом из Доминиканске Републике, он је у државну селекцију те земље позван за пријатељску утакмицу против селекције Хаитија, 24. марта 2013. На том сусрету је дебитовао постигавши последњи гол у победи своје екипе резултатом 3ː1. Касније се повукао из репрезентације, како би у будућности могао да наступа за национални тим Шпаније. У децембру 2017. године, тадашњи селектор репрезентације Шпаније, Хулен Лопетеги, пратио је Дијазове игре.

### Голови
| #  | Датум          | Место                               | Противник | Гол | Резултат | Такмичење   |
| -- | -------------- | ----------------------------------- | --------- | --- | -------- | ----------- |
| 1. | 24. март 2013. | Стадион Параменикано, Сан Кристобал | Хаити     | 3–0 | 3–1      | Пријатељска |

## Трофеји и награде
Реал Мадрид
- Прва лига Шпаније: 2016/17, 2019/20, 2021/22.
- Куп Шпаније: 2022/23.
- Суперкуп Шпаније: 2019/20.
- Лига шампионаː 2016/17, 2021/22.
- УЕФА суперкуп: 2022.
- Светско клупско првенство: 2016, 2022.